# 김태륭
김태륭(1983년 9월 10일 ~ )은 대한민국의 축구인이자 기업이다. 스포츠기업 (주)더에프 대표이사, 서울 양천TNT FC 대표를 맡고 있다. 또한 고려대학교 체육교육학과 겸임교원을 맡고 있다.

## 선수 경력
선수 시절엔 서울체육고등학교와 고려대학교를 거쳐 2006년 K리그 드래프트를 통해 전남 드래곤즈에 입단하였다. 이후엔 부천 FC 1995와 서울 유나이티드에서 활약한 후 2011년을 끝으로 은퇴하였다. 2008년 AFC 풋살챔피언십에 대한민국 풋살 국가대표로 출전했다.

## 은퇴 후 경력
2011년부터 2018년까지 KBS, Spotv, SBS스포츠의 해설위원으로 활동했으며 다음카카오의 칼럼니스트로 '김태륭의 원사이드컷'을 연재했다. 2012년에는 한국도핑방지위원회(KADA)에서 근무했으며 2019년에는 FIFA 인증 축구과학기업 (주)핏투게더 이사로 합류하면서 경영에 참여했고, 2024년 어드바이저로 직책을 변경했다. 2020년부터 한국프로축구연맹의 사회공헌 프로그램인 드림어시스트의 멘토로 참여했다. 2022년에는 스포츠기업 (주)더에프 대표이사로 취임했다.